# Аеродром Новшахер
Аеродром Новшахер (IATA: NSH, ICAO: OINN) (перс. فرودگاه نوشهر) смештен је код града Новшахера у северном делу Ирана односно покрајини Мазандаран. Налази се на надморској висини од -19 м. Аеродром има једну асфалтирану узлетно-слетну стазу дужине 1884 м, а користи се за домаће летове.

## Авио-компаније и дестинације
Следеће авио-компаније користе Аеродром Новшахер:
- Иран ер (Техеран)
- Иран Асеман ерлајнс (Бендер Абас, Машад, Шираз, Техеран-Мехрабад)